# Pedro Moreno
Pedro Moreno (né le 14 septembre 1980,  à La Havane, Cuba), est un acteur cubain. Ses parents sont arrivés à Miami alors qu'il avait douze ans.

## Biographie
Il est marié à Bárbara Estévez depuis 2008 et a trois enfants. Il est aussi un comédien.

## Carrière
Pedro Moreno débute à la télévision avec la série Protagonistas de Novela: primera temporada et il travaille dans des telenovelas comme Amor descarado. 
En 2004, il  participe en Colombie à  La mujer en el espejo, La viuda de Blanco, produites par Telemundo. Il est aussi élu par la revue People comme un des 25 hommes latinos les plus beaux.
En 2010, il joue dans la telenovela Sacrificio de mujer de Venevisión, en interprétant Braulio Valdés.
À partir de mi-année, grâce à Televisa, il est choisi par le producteur Juan Osorio pour jouer Enzo Rinaldi, père de Mónica Rinaldi (Violeta Isfel) dans la telenovela mexicaine, Una familia con suerte.
En 2013, il intègre l'équipe artistique du mélodrame Corona de lágrimas produit par José Alberto Castro dans les derniers épisodes.
Depuis le début de novembre 2016, à Alméria en Espagne, Pedro Moreno enregistre le long métrage Jesús de Nazareth produit par José Manuel Brandariz et dirigé par Rafael Lara où il incarne Tomás aux côtés de Julián Gil qui tient le rôle-titre.

## Filmographie

### Telenovelas
- 2003-2004 : Amor descarado : Rubén García
- 2004-2005 : La mujer en el espejo : Nino Arrebato
- 2006-2007 : La viuda de Blanco : Querubín
- 2007 : Dame chocolate : José Gutiérrez
- 2008-2009 : El rostro de Analía : Cristóbal Colón
- 2010 : Sacrificio de mujer : Braulio Valdès
- 2011-2012 : Una familia con suerte : Enzo Rinaldi
- 2012-2013 : Corona de lágrimas : Juez Julián Corona
- 2013-2014 : Cosita linda : Olegario Pérez
- 2014 : Voltea pa' que te enamores : Rodrigo Karam
- 2015 : Hasta el fin del mundo : Ranku
- 2015 : Amor de barrio : Raúl Lopezreina Cisneros
- 2016 : Tres Veces Ana : Iñaki

### Séries télévisées
- 2002 : Chat
- 2002 : Protagonistas de Novela
- 2003 : Los Teens : Méndez
- 2010 : Ultimo aviso : Vaughn´s Lookout
- 2014 : Tu día alegre

### Films
- 2007 : Tómalo suave : Ricky
- 2010 : Loving the Bad Man : Manny
- 2010 : Huntey by Night : Chico
- 2014 : Morir soñando : Vincent

## Nominations et récompenses

### Premios TVyNovelas
| Année | Récompense            | Catégorie                  | Telenovela             | Résultat |
| ----- | --------------------- | -------------------------- | ---------------------- | -------- |
| 2012  | Premios TVyNovelas    | Meilleur acteur co-vedette | Una familia con suerte | Nommé    |
| 2012  | People en Español     | Meilleur acteur secondaire | Una familia con suerte | Nommé    |
| 2013  | Special Beauty Awards | Vedette de la télévision   | Cosita linda           | Gagnant  |